# کینگستون، نوا اسکوشیا
کینگستون (به انگلیسی: Kingston, Nova Scotia) یک منطقهٔ مسکونی در کانادا است که در شهرستان کینگز، نوا اسکوشیا واقع شده‌است. کینگستن ۵٬۱۷۴ نفر جمعیت دارد و ۲۸ متر بالاتر از سطح دریا واقع شده‌است.